# Сузан Војџицки
Сузан Дајан Војџицки (/wʊˈtʃɪtski/; Санта Клара, 5. јул 1968 — 9. август 2024) била је америчка пословна директорка. Била је извршни директор YouTube-а од 2014. до 2023. Нето вредност њеног богатства процењена је на 765 милиона долара у 2022.
Војџицки је радила у технолошкој индустрији више од двадесет година. Укључила се у стварање Гугла 1998. године када је изнајмила своју гаражу као канцеларију оснивачима компаније. Радила је као први маркетинг менаџер компаније Гугл 1999. године, а касније је водила пословање компаније на мрежи оглашавања и оригиналне видео услуге. Након што је посматрала успех Јутјуба, предложила је да га Гугл купи; посао је одобрен за 1,65 милијарди долара 2006. године. Именована је за извршног директора Јутјуба 2014. године, а радила је до подношења оставке у фебруару 2023. 

## Младост
Сузан Дајан Војџицки је рођена у округу Санта Клара, Калифорнија, 5. јула 1968. као ћерка Естер Војџицки, америчке новинарке, и Стенлија Војџицког, пољског професора физике на Универзитету Стенфорд. Њени бака и деда по мајци били су руски јеврејски имигранти. Њен деда по оцу, Францизек Војџицки, био је пољски политичар који је изабран за посланика током пољских парламентарних избора 1947. године. Њена бака по оцу, Јанина Војџицка Хоскинс, била је пољско-америчка библиотекарка у Конгресној библиотеци и била је одговорна за изградњу највеће колекције пољског материјала у САД Има две сестре: Џенет, докторку антропологије и епидемиологије, и Ен, предузетница која је суоснивач и извршни директор компаније 23andMe.
Војџицки је одрасла у кампусу Стенфорда, где јој је комшија био математичар Џорџ Данциг. Похађала је средњу школу у Пало Алту и писала за школске новине. Њен први посао била је продаја „зачинских ужади” од врата до врата када је имала једанаест година. Смер хуманистичких наука на колеџу, први час информатике је похађала као апсолвент. Студирала је историју и књижевност на Универзитету Харвард и дипломирала са одликом 1990. године. Првобитно је планирала да докторира из економије и да настави каријеру у академској заједници, али је променила планове када је открила интересовање за технологију. Такође је магистрирала економију 1993. године на Калифорнијском универзитету у Санта Крузу и магистрирала 1998. године.

## Каријера

### Пре Гугла
Пре него што је 1999. године постао Гуглов први маркетинг менаџер, Војџицки је радика у маркетингу за Интел у Санта Клари, Калифорнија.

### Гугл
Септембра 1998. године, истог месеца када је Гугл основан, његови суоснивачи Лари Пејџ и Сергеј Брин отворили су канцеларију у Војџицкиној гаражи у Менло Парку. У Гуглу је радила на почетним вирусним маркетиншким програмима, помогла је у креирању дугогодишњег логотипа компаније са дизајнерком Рут Кедар и предводила прве Гугл дудлове. Такође је заједнички развила и покренула Гуглову претрагу слика.
Године 2003. Војџицки је била прва менаџерка производа једног од кључних рекламних производа — Google AdSense-а. Добила је награду као признање за овај рад. Војџицки је касније унапређена као виши потпредседник за оглашавање и трговину, и надгледала је рекламне и аналитичке производе компаније.
YouTube, тада мали старт-уп, успешно се такмичио са услугом Гугл Видео, коју је надгледала Војџицки. Она је препоручила и накнадно управљала куповином Јутјуба за 1,65 милијарди долара 2006.

### YouTube
У фебруару 2014, Војџицки је постала извршни директор YouTube-а. Проглашена је за „најважнију особу у оглашавању“, као и за једну од 100 најутицајнијих људи 2015. и описана је у каснијем издању Тајма као „најмоћнија жена на интернету." У децембру 2014. придружила се одбору Salesforce.
Након што је Војџицки постала извршни директор Јутјуба, компанија је достигла 2 милијарде пријављених корисника месечно и да су корисници гледали милијарду сати дневно. До 2021. YouTube је платио више од 30 милијарди долара креаторима, уметницима и медијским компанијама. Постоје локализоване верзије YouTube-а у 100 земаља широм света на 80 језика. Откако је постала извршни директор, Јутјубов проценат запослених жена порастао је са 24 на скоро 30 процената.
Војџицки је такође истакао нове YouTube апликације и искуства дизајнирана да удовоље корисницима који су заинтересовани за породичне игрице, и музички садржај. Док је био извршни директор, компанија је развила 10 облика монетизације за YouTube креаторе, укључујући чланство на каналима, робу, BrandConnect и плаћену дигиталну робу као што је Super Chat. Такође је покренула YouTube-ову услугу претплате без реклама, YouTube Premium, и њену врхунску (ОТТ) услугу интернет телевизије YouTube TV. Компанија је 2020. године покренула YouTube Shorts, своје видео искуство кратког формата, које је премашило 50 милијарди дневних прегледа у фебруару 2023. У новембру 2022. Јутјуб је објавио да је компанија премашила 80 милиона претплатника на Music и Premium, укључујући и пробне верзије. Компанија је такође пријавила преко 100 милијарди сати глобалног садржаја игара гледаног на платформи 2020.
Војџицки је пооштрила политику Јутјуба о видео снимцима за које сматра да потенцијално крше политику о говору мржње и насилном екстремизму.  Строже политике уследиле су након што је Тајмс показао да су се „огласи које су спонзорисала британска влада и неколико компанија из приватног сектора појавили испред YouTube видео снимака који подржавају терористичке групе“ и неколико великих оглашивача је повукло своје огласе са Јутјуба као одговор. Политика спровођења је критикована као цензура. YouTube се такође суочио са критикама да компанија недоследно примењује своје смернице за спровођење, при чему се већи креатори садржаја третирају повољније. Током контроверзе око видео снимка Логана Пола на Јутјубу о особи која је извршила самоубиство, Војџицки је рекла да Пол није прекршио Јутјубову политику три штрајка и да не испуњава критеријуме за забрану приступа платформи.
Војџицки је истакала образовни садржај као приоритет компаније, а 20. јула 2018. најавио је иницијативу YouTube Learning, која улаже у грантове и промоцију како би подржала садржаје за креаторе усмерене на образовање.
Војџицки је 22. октобра 2018. написала да би члан 13, како је написано у Директиви о ауторским правима Европске уније, учинио да YouTube буде директно одговоран за садржај заштићен ауторским правима и да представља претњу могућности креатора садржаја да деле свој рад.
Дана 16. фебруара 2023. године, Војџицки је објавила оставку на Јутјуб путем поста на блогу компаније. Рекла је да жели да се фокусира на „породицу, здравље и личне пројекте“, али да ће преузети саветодавну улогу у Гуглу и његовој матичној компанији Alphabet.

## Адвокатура
Војџицки се залагала за неколико разлога, укључујући проширење плаћеног породичног одсуства, тежак положај сиријских избеглица, сузбијање родне дискриминације у технолошким компанијама, заинтересовање младих девојака за информатику, и давање приоритета компјутерском програмирању и кодирању у школама.

## Лични живот
Војџицки се удала за Дениса Тропера у Белмонту, 23. августа 1998. Имају петоро деце. Дана 16. децембра 2014, уочи свог петог породиљског одсуства, написала је чланак о важности плаћеног породиљског одсуства. Често се цитира како говори о важности проналажења равнотеже између породице и каријере. Поред америчког држављанства, Војцицки има и пољско држављанство преко свог оца.
13. фебруара 2024, Војџицкин син Марко је умро од сумње да се предозирао дрогом док је био студент на Калифорнијском универзитету у Берклију.

## Углед
Војџицки је проглашена за број 1 на листи New Establishment 2019.
Војџицки је 15. априла 2021. године уручила „Награду за слободно изражавање“ Института Freedom Forum, непрофитне организације посвећене унапређењу слобода из Првог амандмана. Додела награда је критикована јер је спонзорисала њена сопствена платформа.